# 우갈리
우갈리(스와힐리어: ugali), 은시마(치체와어: nsima), 사자(쇼나어: sadza), 팝(아프리칸스어: pap) 등으로 불리는 옥수수가루 스왈로가 아프리카 각지에 존재한다. 주식으로 먹는 "단단한 포리지"인 스왈로는 손가락조나 수수 등 서곡 가루 또는 카사바가루를 섞어 만들기도 한다. 옥수수가루로 만든 것은 동아프리카에서 남아프리카에 걸친 지역에서 널리 즐겨 먹으며, 서아프리카와 중앙아프리카에서는 카사바 등을 쪄서 찧은 푸푸, 발효시킨 반쿠 등을 즐겨 먹는다.

## 이름
- 루쿠(콩고어: luku): 콩고 공화국, 콩고 민주 공화국
- 리팔리시(스와티어: lipalishi): 에스와티니
- 모테케(링갈라어: moteke): 콩고 공화국, 콩고 민주 공화국
- 밀리팝(아프리칸스어: mieliepap): 남아프리카 공화국
- 보호베(소토어: bogobe, 북소토어: bohobe): 레소토, 보츠와나
- 부갈리(룬디어: bugali): 부룬디
- 부수마(루야어·언어 오류(bxk): busuma): 케냐
- 부스와(벤다어: vhuswa, 총가어: vuswa): 남아프리카 공화국
- 비디아(콩고어: bidia): 콩고 공화국
- 사자(쇼나어: sadza): 짐바브웨
- 셈베(스와힐리어: sembe): 케냐, 탄자니아
- 시마(치체와어·툼부카어: sima, 포르투갈어: xima, chima): 말라위, 모잠비크
- 오부수마(루야어·언어 오류(nyd): obusuma): 케냐
- 오시피마(콰냐마어: oshifima): 나미비아
- 오심폼보(은동가어: oshimpombo): 나미비아
- 우갈리(스와힐리어: ugali): 우간다, 케냐, 탄자니아
- 우무스티마(룬디어·르완다어: umustima): 르완다, 부룬디
- 우부가리(룬디어·르완다어: ubugari): 르완다, 부룬디
- 우부갈리(룬디어·르완다어: ubugali): 르완다, 부룬디
- 웁스와(치체와어: upswa): 모잠비크
- 워(폰어: wɔ̌): 베냉
- 은시마(벰바어·치체와어·루바어: nshima, 치체와어: nsima): 말라위, 잠비아
- 음푼디(콩고어: mfundi): 콩고 공화국, 콩고 민주 공화국
- 응기마(키쿠유어: ngima): 케냐
- 이시치왈라(북부 은데벨레어·남부 은데벨레어: isitshwala): 짐바브웨
- 임푸푸(남부 은데벨레어: impuphu):
- 카웅가(간다어: kawunga): 우간다
- 쿠스쿠스 드 마이스(프랑스어: couscous de maïs): 카메룬
- 쿠온(루오어: kuon): 케냐
- 키미에트(칼렌진어: kimyet)
- 투오 자피(하우사어: tuo zaafi), 티지(영어: T.Z.): 가나
- 투원 마사라(하우사어: tuwon masara): 나이지리아, 니제르
- 파트 드 마이스(프랑스어: pâte de maïs): 베냉, 토고
- 파파(영어: papa): 레소토
- 팔레체(츠와나어: phaletšhe): 보츠와나
- 팝(아프리칸스어: pap): 나미비아, 남아프리카 공화국, 보츠와나, 에스와티니
- 팝팝(영어: pap-pap): 레소토
- 포쇼(스와힐리어: posho): 우간다
- 푸푸(링갈라어·콩고어: fufú): 콩고 공화국, 콩고 민주 공화국
- 푼즈 드 밀류(포르투갈어: funje de milho): 앙골라, 카보베르데
- 푼지(킴분두어: fúngi): 앙골라
- 피랑(포르투갈어: pirão): 앙골라

## 역사
신대륙 작물인 옥수수가 들어오기 전에는 서곡가루로 만들어졌다.

## 만들기
흰옥수수가루에 물을 타서 저으며 반죽 같은 질감으로 익혀 만든다. 완성된 우갈리는 손으로 뜯어 뭉친 다음, 함께 나온 소스나 스튜를 곁들여 먹는다.

## 지역별 우갈리

### 동아프리카
우갈리(스와힐리어: ugali)는 르완다, 부룬디, 우간다, 케냐, 탄자니아, 콩고 민주 공화국  등 동아프리카 대호수 지역의 옥수수가루 스왈로이다. 주식으로 먹는 "단단한 포리지"인 스왈로의 하나로, 손가락조나 수수 등 서곡 가루 또는 카사바가루를 섞어 만들기도 한다. 부룬디, 케냐, 탄자니아의 국민 음식 가운데 하나로 여겨진다.
은시마(치체와어: nsima) 또는 시마(치체와어: sima)는 말라위와 모잠비크, 잠비아 등 아프리카 동남부 지역에서 주식으로 먹는 옥수수가루 스왈로이다. 말라위, 모잠비크와 잠비아의 국민 음식 가운데 하나로 여겨진다.

### 남아프리카
사자(쇼나어: sadza)는 짐바브웨와 보츠와나 등지에서 먹는 옥수수가루 스왈로이다. 짐바브웨의 국민 음식이기도 하다. 짐바브웨에서는 "이시치왈라(isitshwala)"로도 불리며, 보츠와나에서는 "팔레체(츠와나어: phaletšhe)"로도 불린다.
팝(아프리칸스어: pap) 또는 밀리팝(아프리칸스어: mieliepap)은 남아프리카 지역의 스왈로이다. 옥수수가루로 만들며, 신대륙 작물인 옥수수가 도입되기 전에는 서곡가루로 만들었다. 나미비아와 레소토의 국민 음식 가운데 하나로 여겨진다. 팝을 만들 때보다 물을 적게 사용해, 고슬고슬한 식감의 음식으로 만든 것은 "푸투" 또는 "우푸투"라 불린다.

## 사진

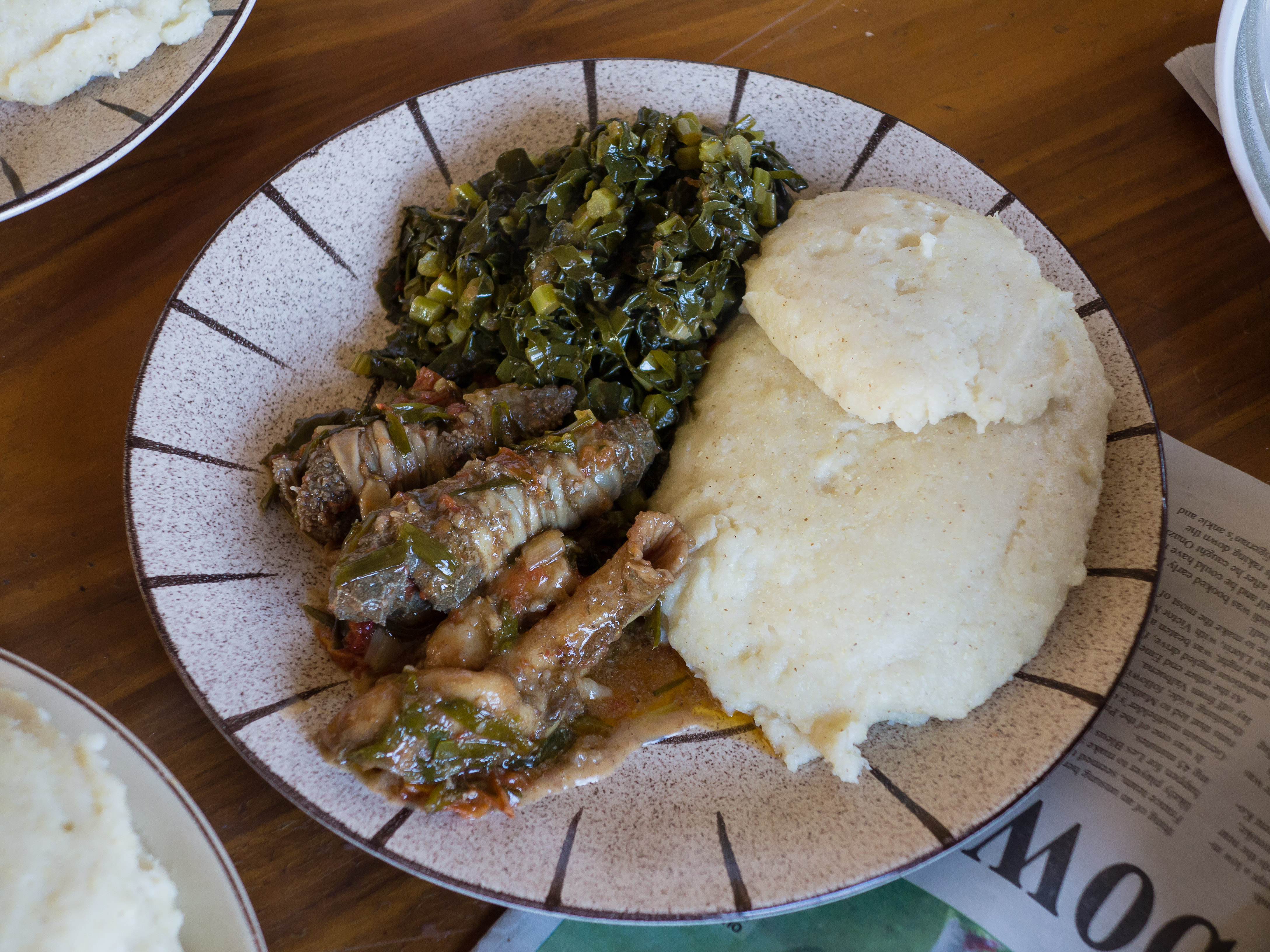
사자와 염소 부속, 채소
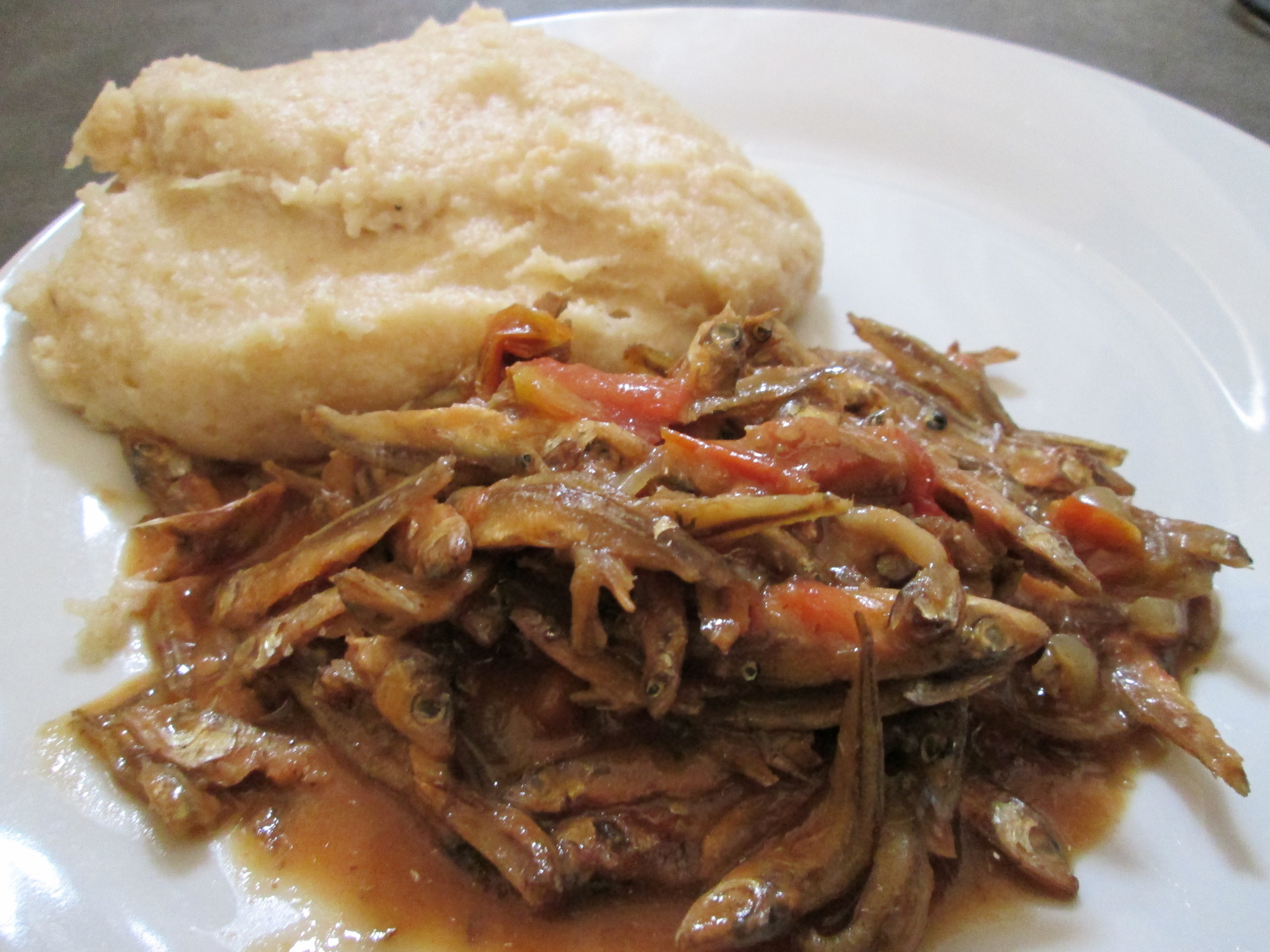
사자와 카펜타
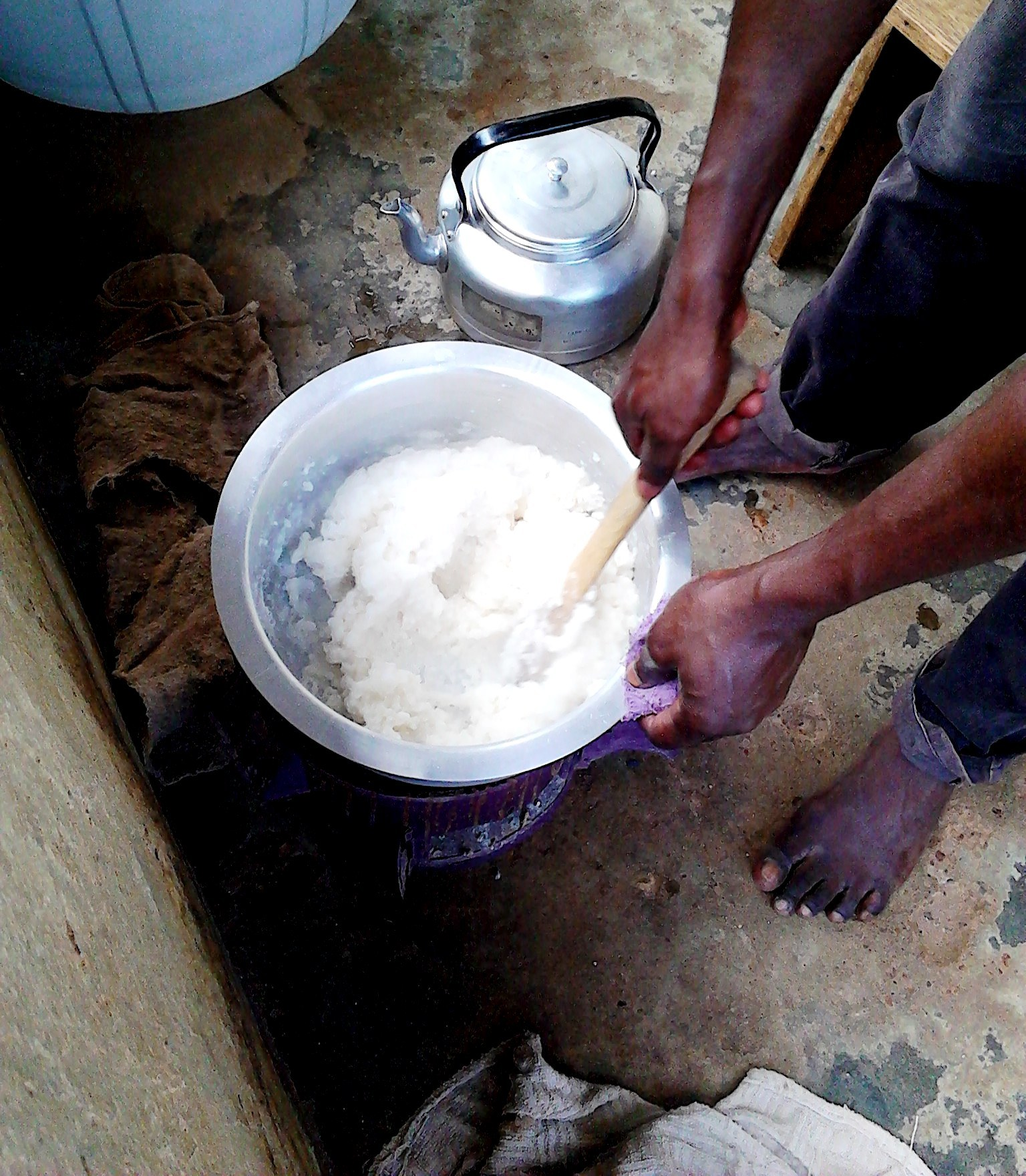
우갈리 만들기
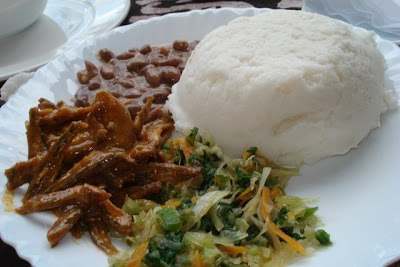
우갈리와 다가
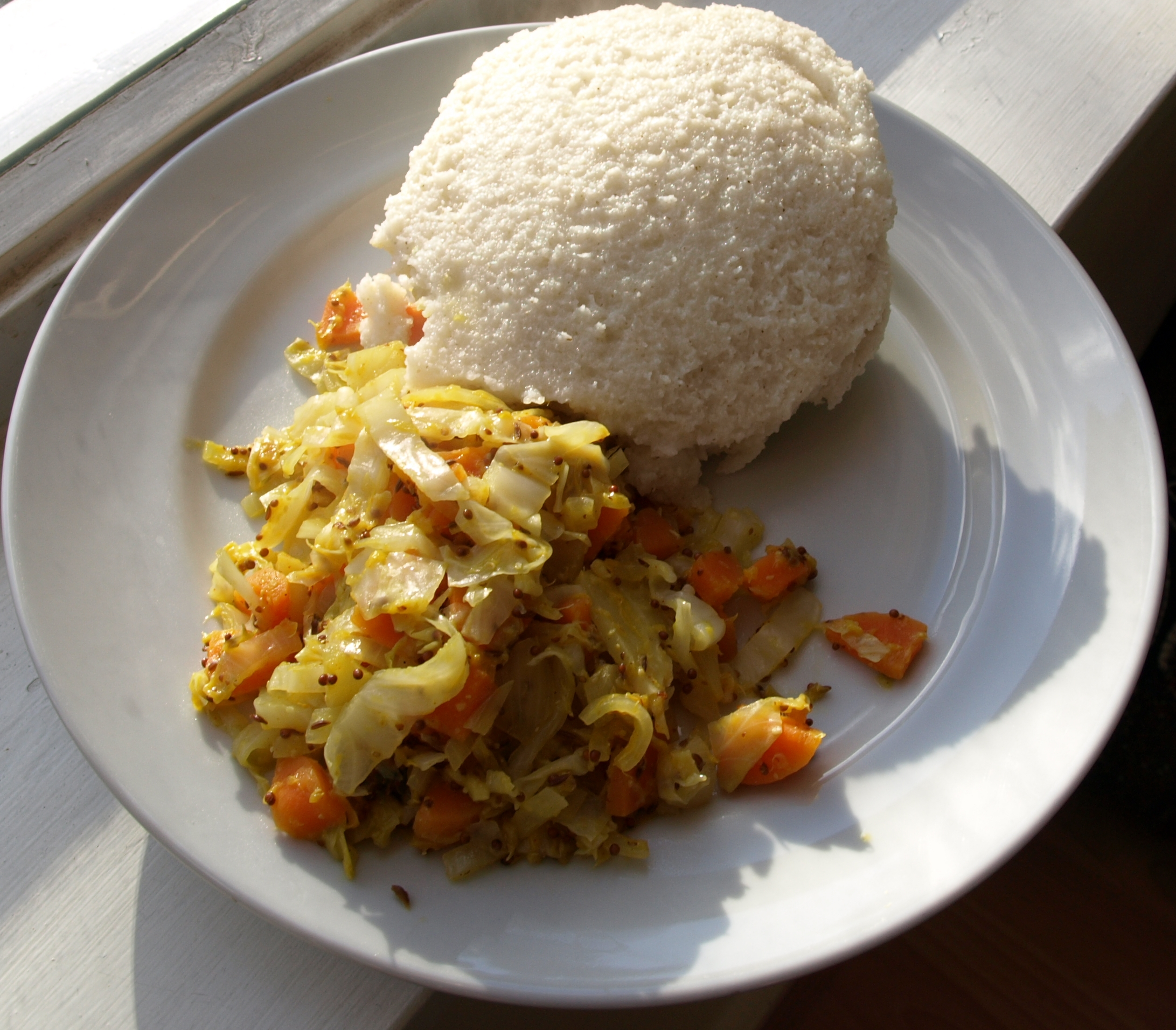
우갈리와 양배추
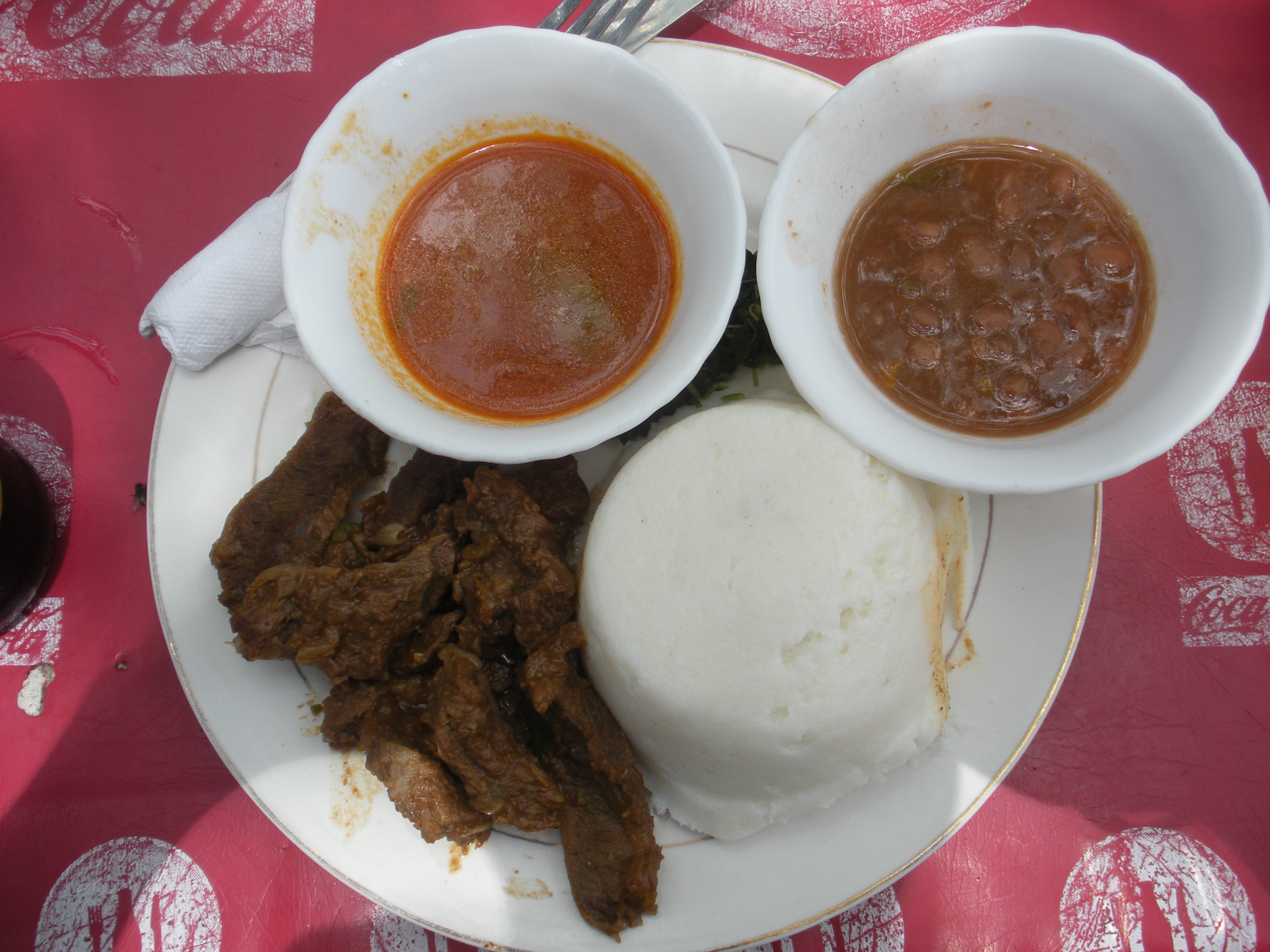
우갈리, 쇠고기, 소스
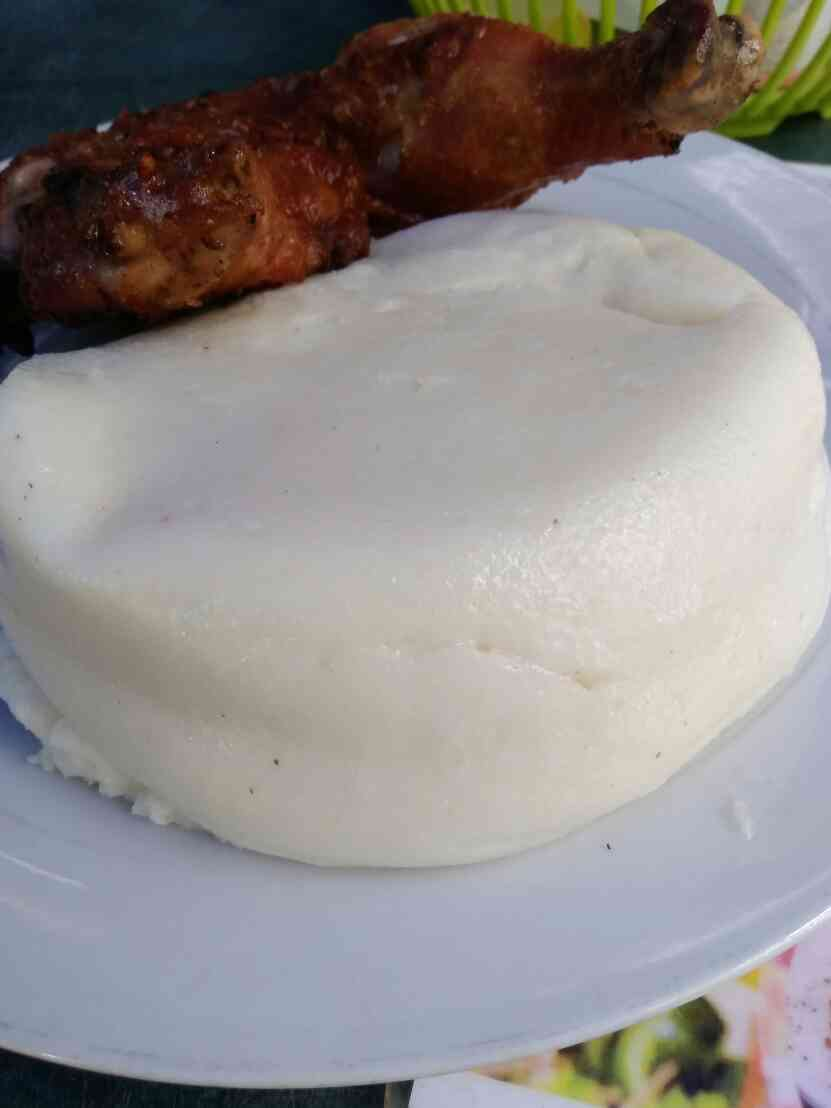
은시마
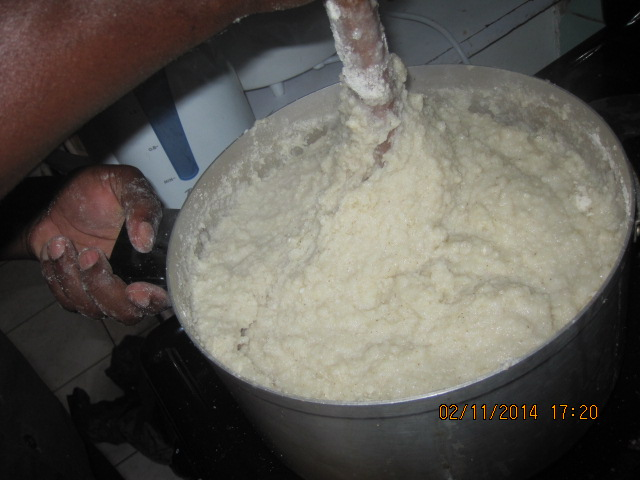
은시마 만들기
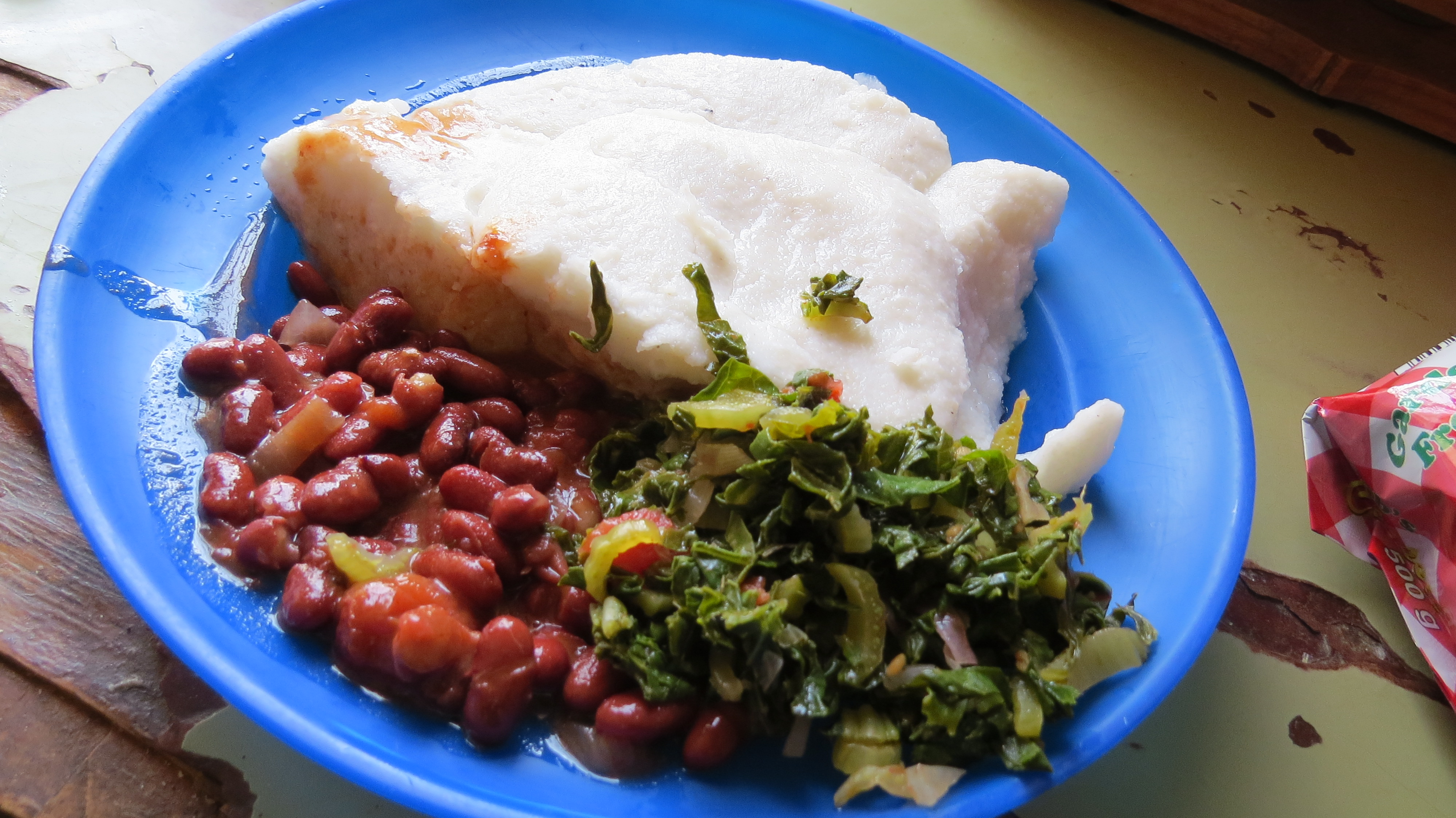
은시마와 콩, 채소
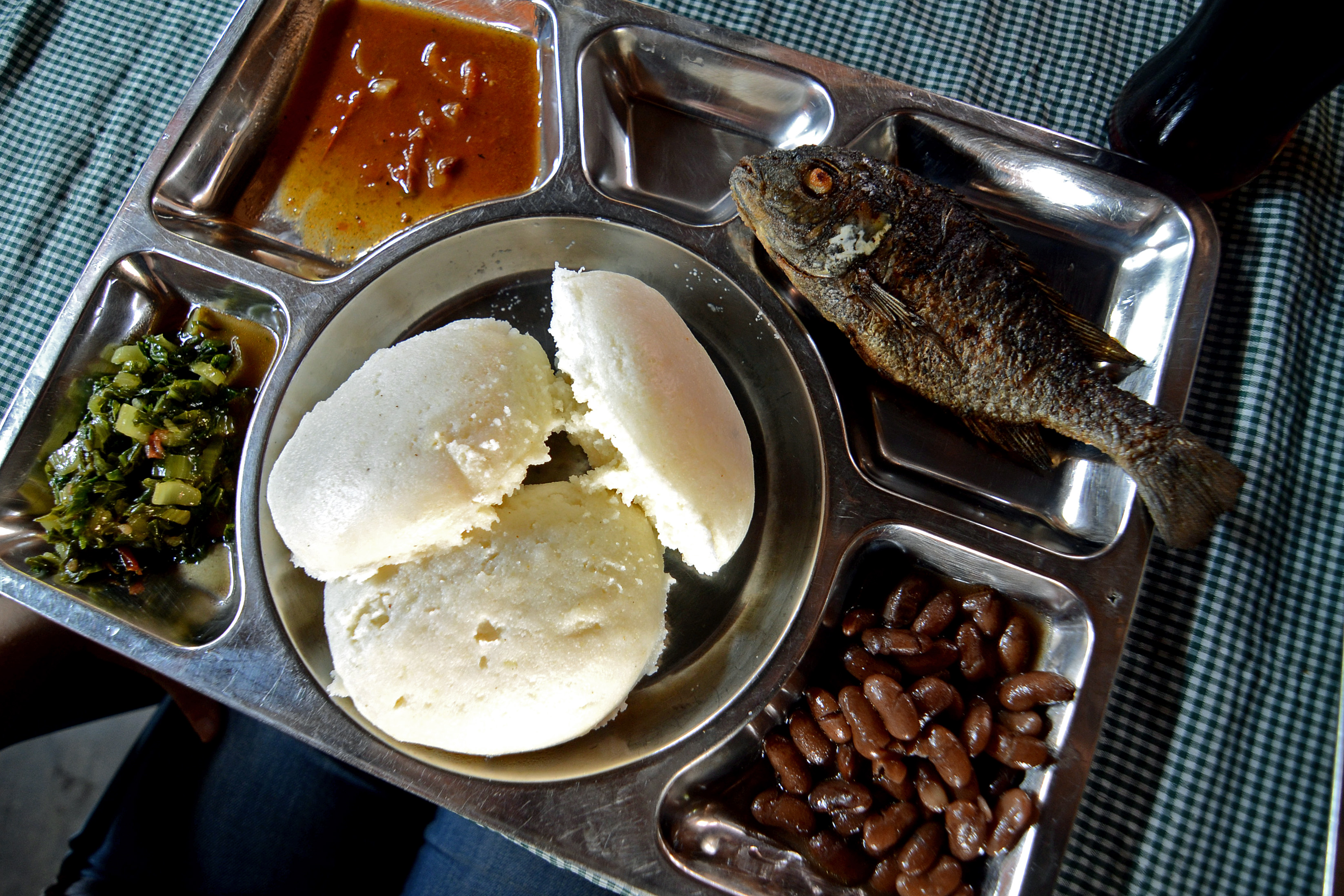
은시마와 참보
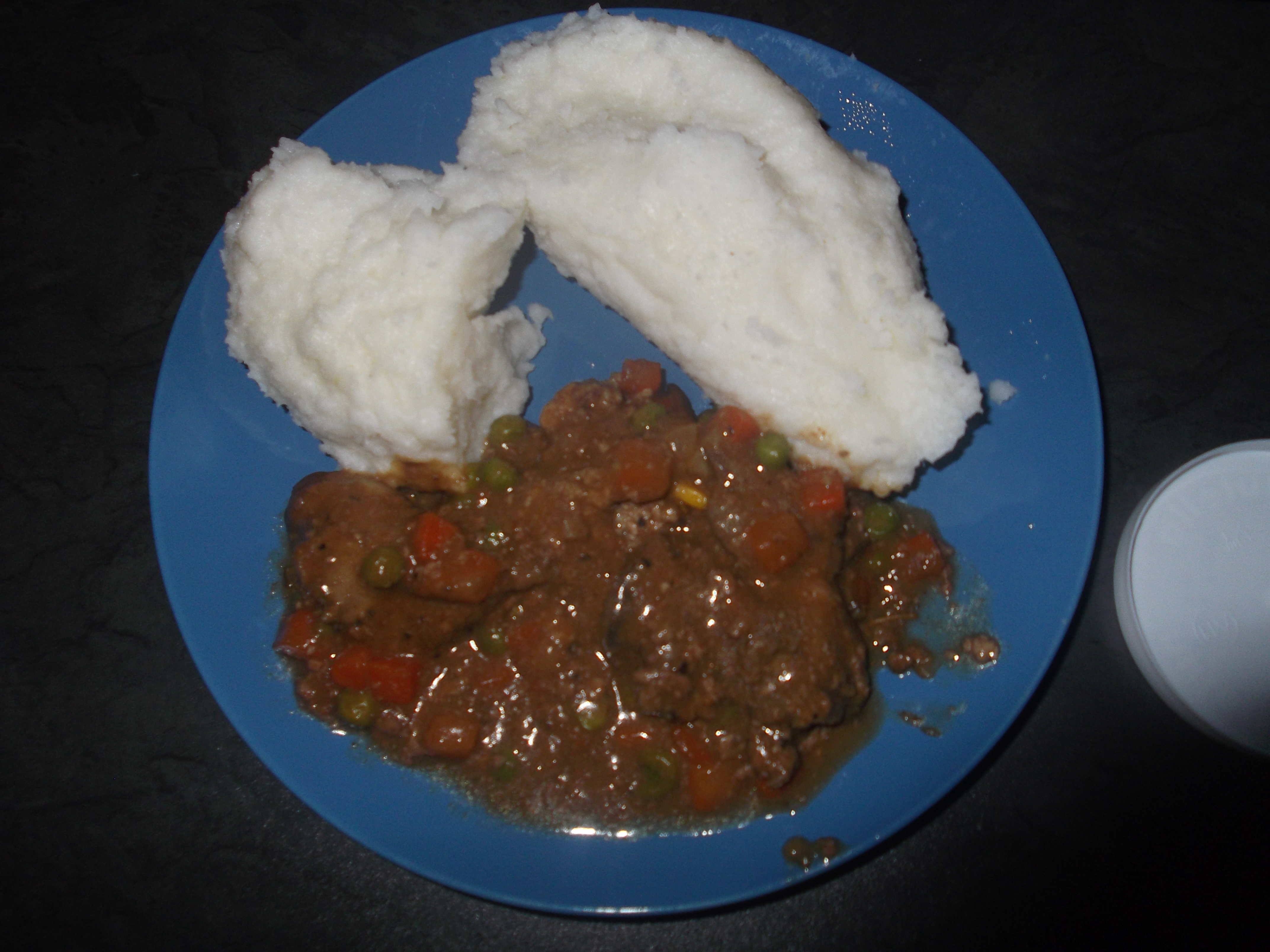
팝과 닭 간
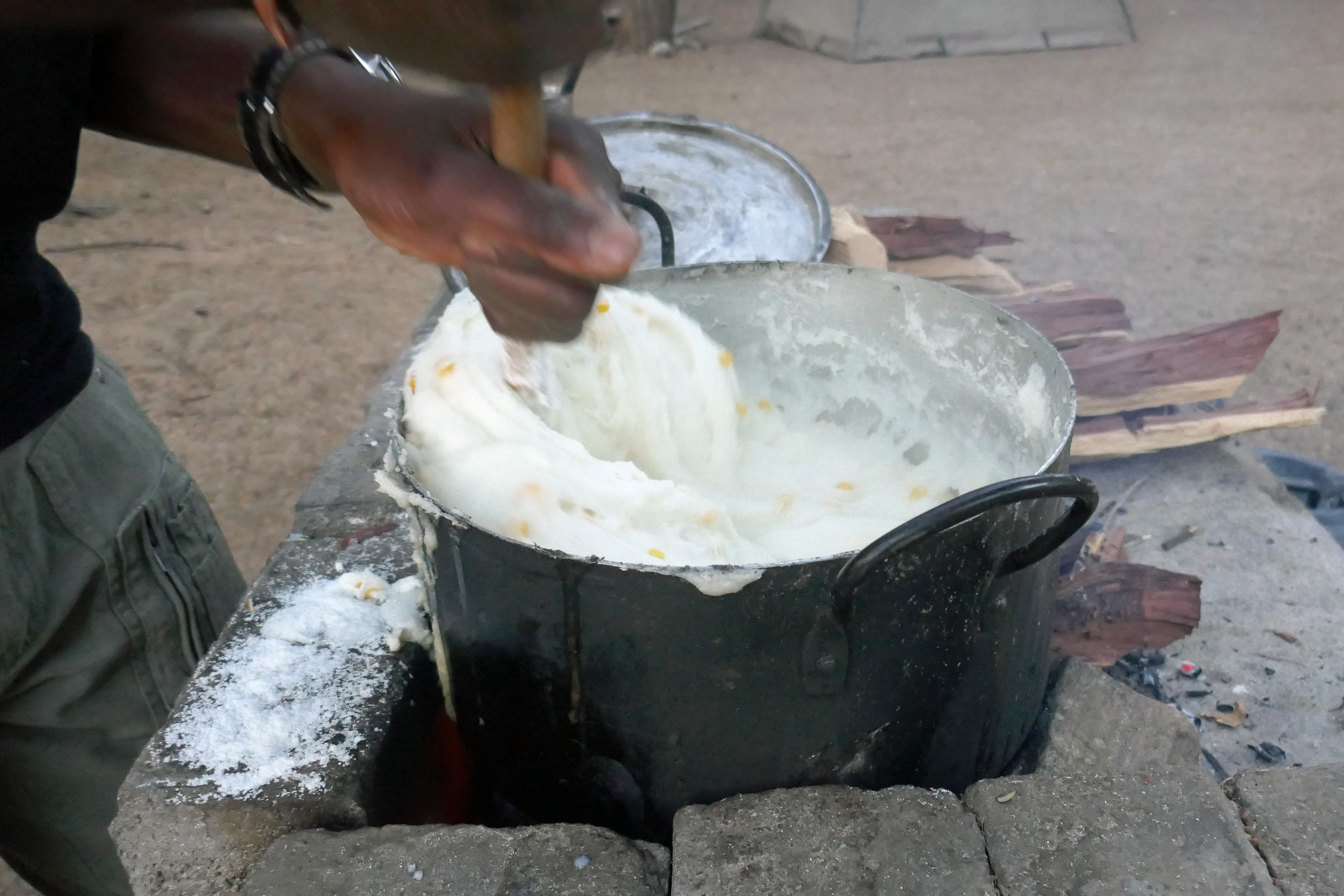
팝 만들기
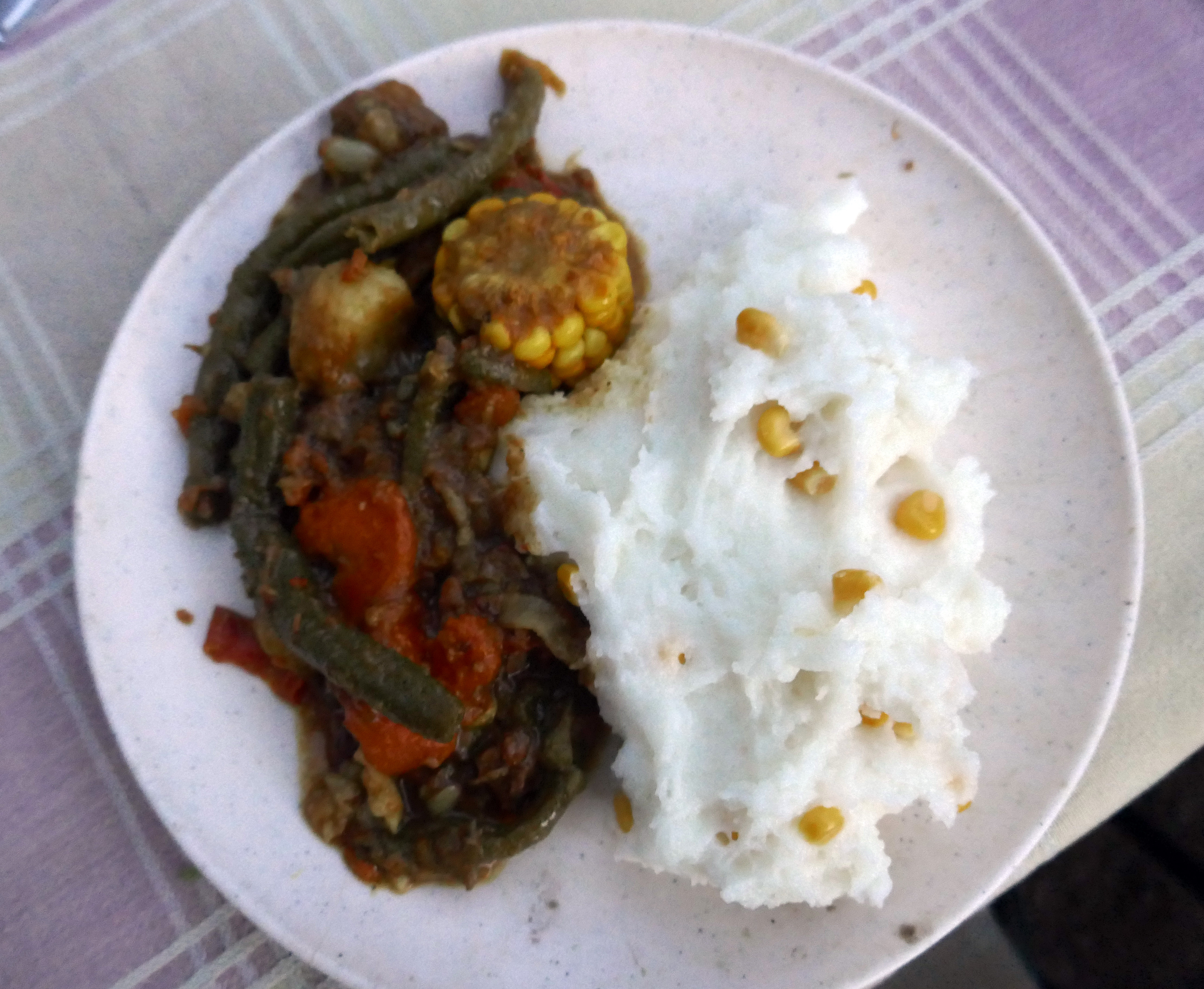
팝과 포이키코스

## 같이 보기
- 아기디
- 에바
- 반쿠
- 보호베
- 악플레
- 푸푸